# Щимель
Щимель — пасажирський залізничний зупинний пункт Конотопської дирекції Південно-Західної залізниці розташований на неелектрифікованій лінії Бахмач — Хоробичі.
Розташований у с. Великий Щимель Сновського району між станціями Низківка та Сновськ.
На зупинному пункті зупиняються приміські поїзди.